# Bränna, Krokoms kommun
Bränna är en by i Offerdals distrikt (Offerdals socken) i Krokoms kommun, Jämtlands län, belägen nordost om Västsjön och sydost om Olden. Bränna började bebyggas i början på 1800-talet.